# Fritz Auer
Fritz Auer (* 24. Juni 1933 in Tübingen) ist ein deutscher Architekt und Hochschullehrer. 

## Werdegang
Auer studierte an der Technischen Hochschule Stuttgart sowie an der Cranbrook Academy of Art in Bloomfield Hills (Michigan, USA) und schloss sein Studium 1962 in Stuttgart als Diplom-Ingenieur ab. Bis 1965 arbeitete er bei Günter Behnisch und Bruno Lambart in Stuttgart und war 1966 Mitbegründer des Architekturbüros Behnisch & Partner. 
1980 lösten sich Auer und Carlo Weber aus der Partnerschaft und gründeten ihr eigenes Büro (heute: „Auer Weber“). Von 1985 bis 1992 lehrte Fritz Auer als Professor für Baukonstruktion und Entwerfen an der Fachhochschule München, von 1993 bis 2001 als Professor für Entwerfen an der Staatlichen Akademie der Bildenden Künste Stuttgart. Seit 1993 ist er Mitglied der Akademie der Künste. Fritz Auer lebt in Stuttgart.

## Bauten

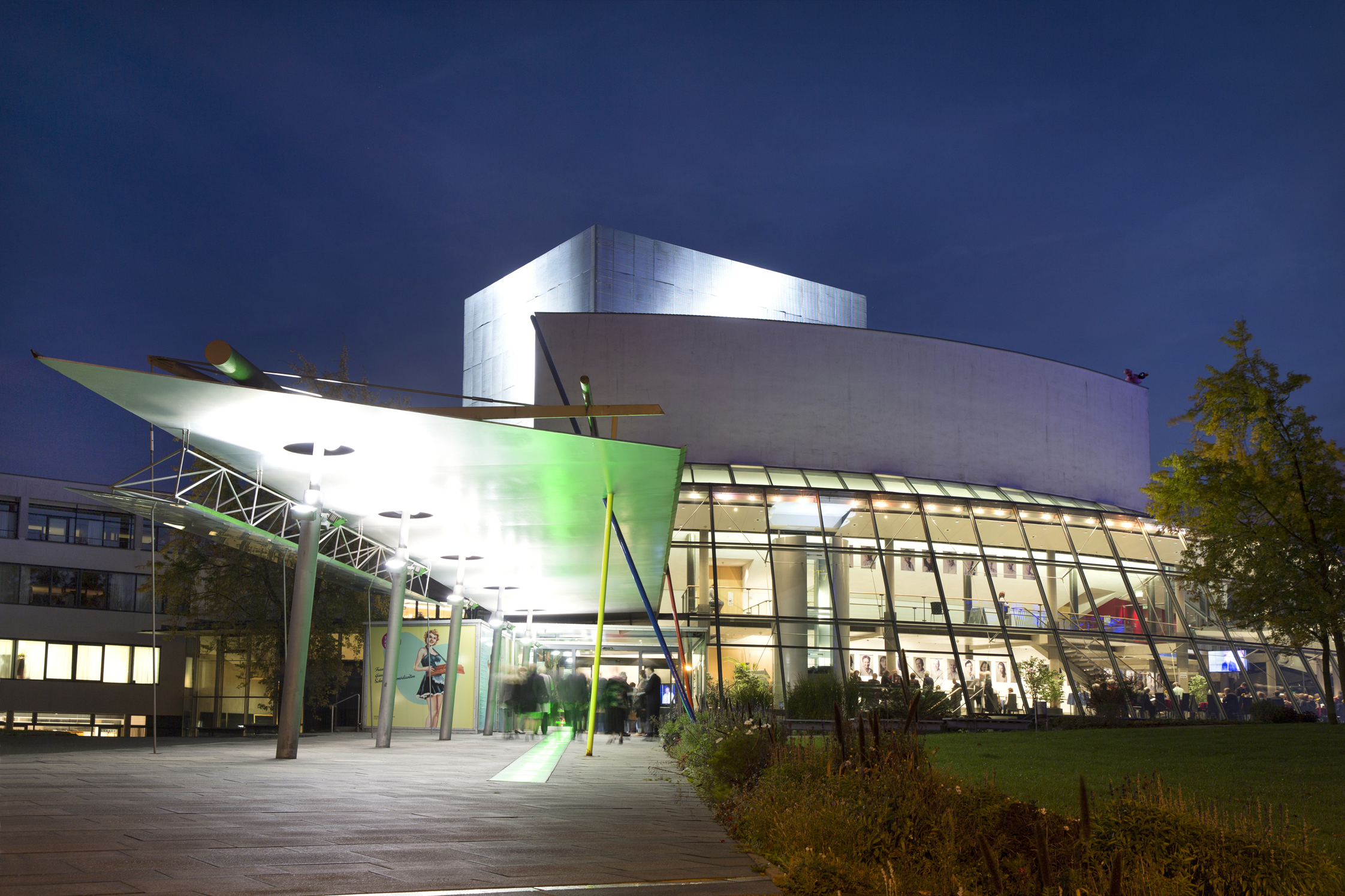
Theater Hof

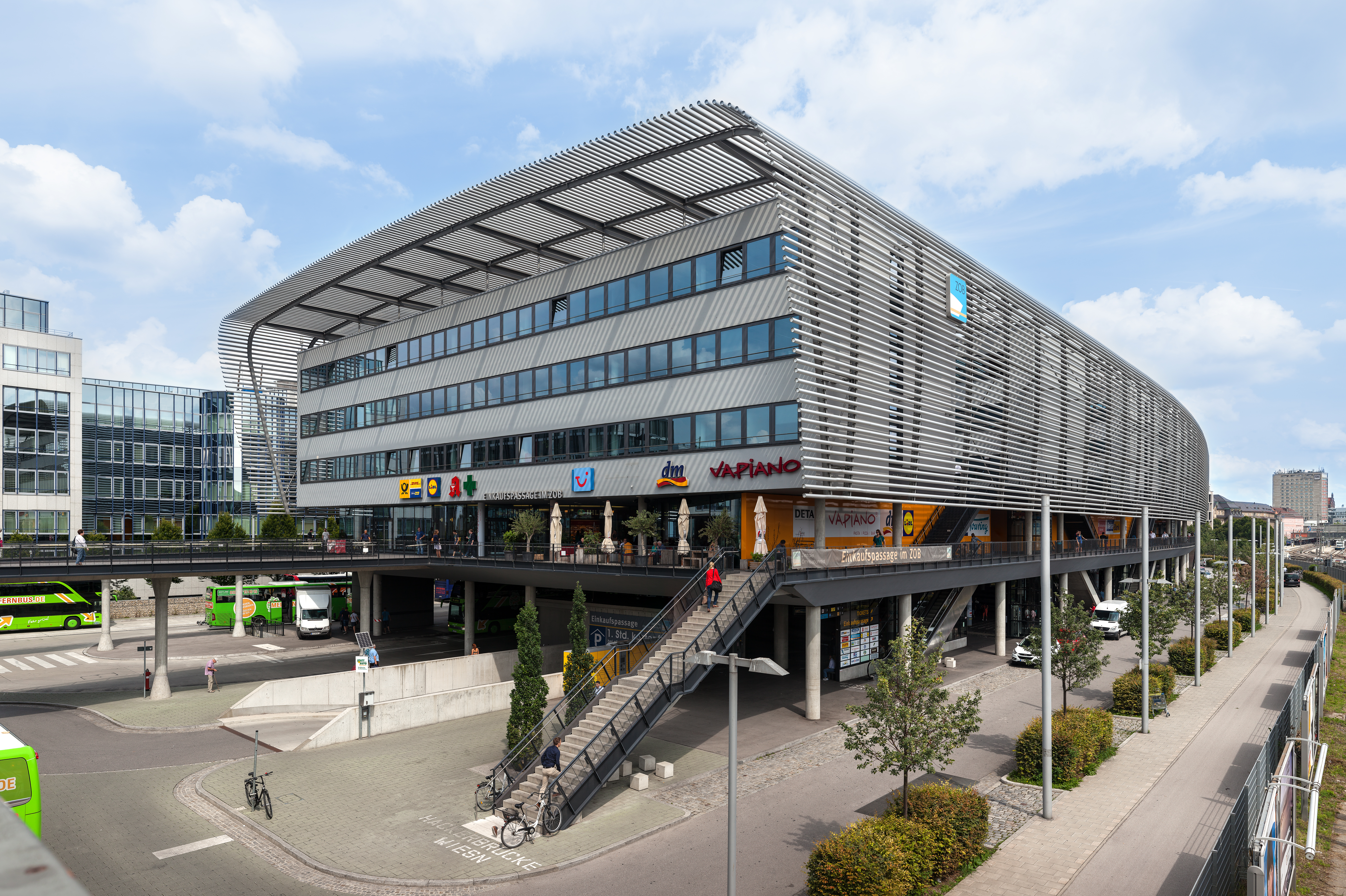
Zentraler Omnibusbahnhof, München

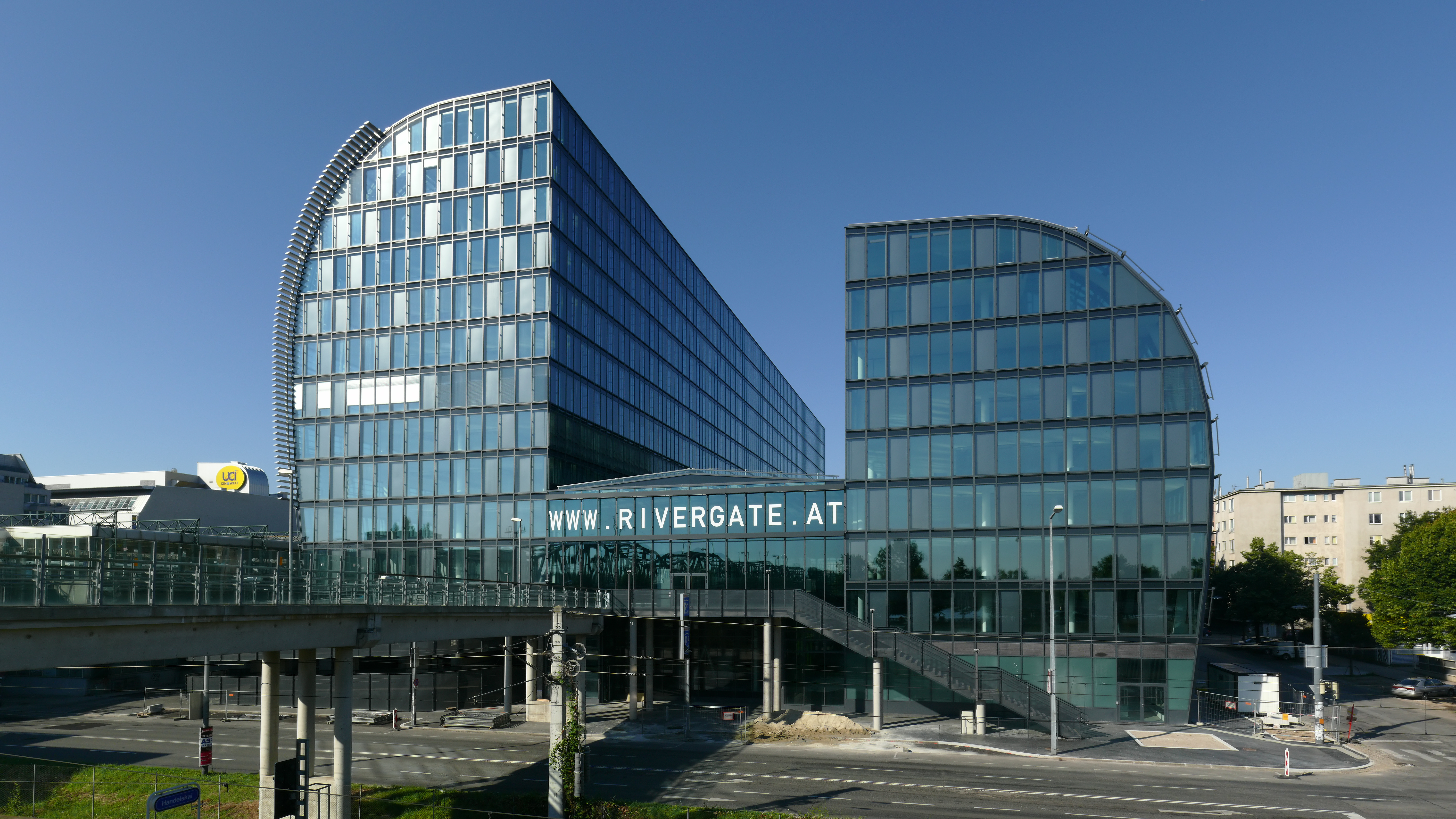
Rivergate, Wien

Verantwortlich in Auer+Weber / Auer+Weber+Assoziierte
- 1987: Landratsamt Starnberg
- 1990: Pavillon der Bundesrepublik Deutschland Weltausstellung Expo 92
- 1992: Subzentrum Flughafen München 2
- 1994: Theater Hof
- 1998: Zeppelin Carré, Stuttgart
- 2001: Altes Rathaus Pforzheim
- 2001: Prisma Haus, Frankfurt am Main
- 2001: Kronen Carré Stuttgart
- 2002: Max-Planck-Institut für Biophysik, Frankfurt am Main
- 2002: Olympiabewerbung Stuttgart 2012
- 2002: ESO Hotel am Cerro Paranal (Chile)
- 2003: Universitätsbibliothek Magdeburg
- 2005: Zentrum SolarCity, Linz-Pichling (Österreich)
- 2006: Alter Hof, München
- 2006: Kreissparkasse Tübingen
- 2006: Landratsamt Tübingen
- 2009: Luxun Hochschule für Bildende Kunst und Campus Dalian (China)
- 2009: Zentraler Omnibusbahnhof, München
- 2010: Office Center Rivergate, Wien
- 2007: Umbau Neues Rathaus Ingolstadt (Theodor Steinhauser) mit Bauingenieur Johann Grad

## Preise und Ehrungen

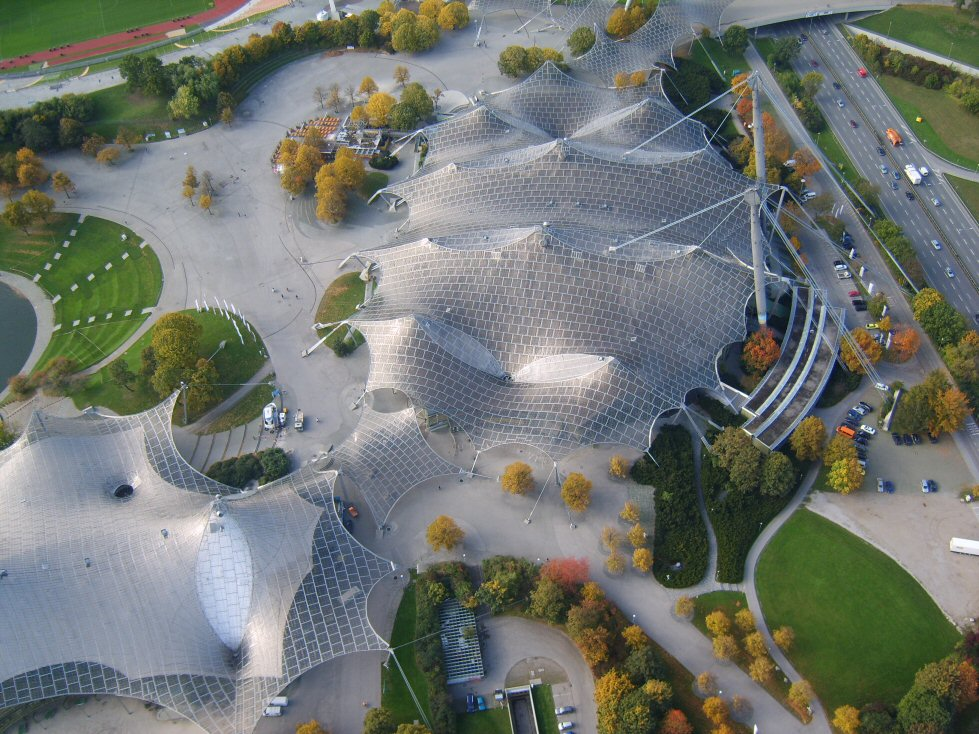
Olympiahalle und Schwimmhalle

als Partner im Büro Behnisch & Partner
- 1981: UIA Architektur Preis, Olympische Anlagen München 1972
- 1981: Auguste-Perret-Preis, Olympische Anlagen München 1972

in Auer+Weber / Auer+Weber+Assoziierte
- 1989: Deutscher Architekturpreis Landratsamt Starnberg
- 1991: Fritz-Schumacher-Preis
- 1991: Kritikerpreis für Architektur, Deutscher Pavillon Expo 92 Sevilla
- 1995: Deutscher Architekturpreis, Anerkennung Theater Hof
- 2001: Deutscher Städtebaupreis, Besondere Anerkennung Zeppelin Carré Stuttgart
- 2001: Deutscher Architekturpreis, Ruhrfestspielhaus Recklinghausen
- 2004: Cityscape Architectural Review Awards
- 2005: Leaf Awards, Kategorie “Best Environmentally Sustainable Project”, Zentrum solarCity Linz-Pichling (Österreich)
- 2005: ESO Hotel am Cerro Paranal (Chile)
- 2006: Dedalo Minosse Prize 2006, Special Prize Zentrum solarCity Linz-Pichling (Österreich)
- 2007: Deutscher Architekturpreis, Anerkennung Ausstellungsgebäude Brühlsche Terrasse, Dresden
- 2010: DIVA-Award Officecenter Rivergate; Wien

## Vorträge
- 2004: Kunstverein Ingolstadt[1]